# Susanna Thompson
Susanna Thompson (San Diego, California; 27 de enero de 1958) es una actriz estadounidense de cine, teatro y televisión. Es principalmente conocida por sus papeles en películas como Little Giants, Ghosts of Mississippi, Random Hearts y Dragonfly, así como por interpretar a Karen Sammler en serie dramática de la ABC, Once and Again. Actualmente interpreta a Moira Queen en la serie de la CW Arrow y a Carolyn Preston en la serie Timeless.

## Biografía
Obtuvo su licenciatura en arte dramático de la Universidad Estatal de San Diego. Su marido es profesor en dicha Universidad.

### Carrera
Recibió un Dramatic Award por su papel de Luisa en A Shayna Maidel. También fue nominada como mejor actriz por el Círculo de Críticos de San Diego por su papel en Agnes of God. Es más conocida por su trabajo en televisión, que incluye su interpretación de Karen Sammler en Once and Again, Michelle Generoo en un episodio de The X-Files y un papel recurrente como la Reina Borg en Star Trek: Voyager en el episodio de dos partes, "Dark Frontier" (1999) y de vuelta en "Unimatrix Zero" (2000). También interpretó a Denise Hydecker en la película para televisión The Lake (1988).
Uno de los aspectos de la televisión más controvertidos de Thompson fue en un episodio de Star Trek: Deep Space Nine titulado "Rejoined". En el episodio, participó en uno de los primeros besos entre personas del mismo sexo de la televisión de Estados Unidos. El episodio se emitió por primera vez el 30 de octubre de 1995.
Hizo una aparición especial en la quinta temporada de Law and Order: Special Victims Unit, en el episodio titulado "Mother", el 7 de octubre de 2003. Interpretó a la Dra. Greta Heints, una psiquiatra que rehabilita a los delincuentes sexuales a fin de prepararlos para el regreso a la sociedad. Heints fue atacada y golpeada hasta quedar inconsciente en las primeras escenas del episodio, y en el curso de la investigación, los detectives descubrieron que Heints ha sido acusada de tener una relación amorosa con uno de sus pacientes.
A partir de enero de 2006, tuvo un papel protagonista en el drama de corta duración de la NBC The Book of Daniel. En noviembre de 2006, hizo su primera aparición en la serie de la NBC NCIS como la teniente coronel Hollis Mann. También apareció en un episodio de Without a Trace.
Protagonizó Kings, otra serie de NBC, que se basa en la historia bíblica de David. Ella interpretó el papel de la reina Rose Benjamin, un personaje análogo de Ahinoam, la esposa de Saúl. La serie se estrenó en marzo de 2009 y terminó en julio. Desde 2012 hasta 2014 interpretó a Moira Queen en la serie de The CW Arrow. En 2016 interpretó a Carolyn Preston en la serie de la  NBC Timeless. En 2017 tuvo una breve participación en la cuarta parte del crossover Crisis On Earth-X de la tercera temporada de Legends of Tomorrow, prestando su voz para la inteligencia artificial nazi, Gideon-X.